# 倫岑湖

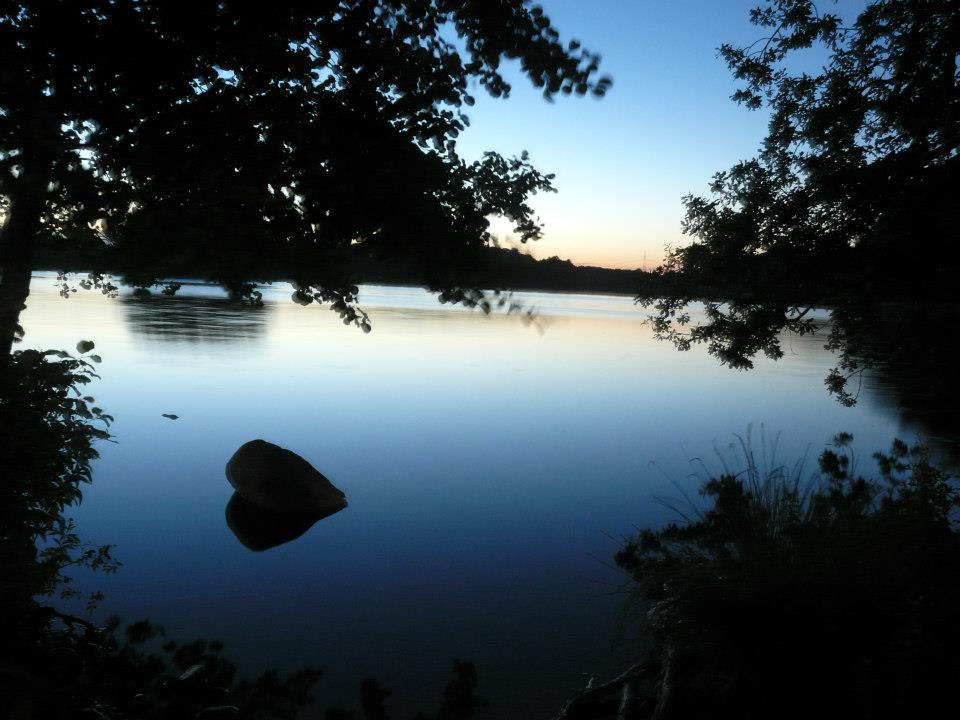

倫岑湖（德語：Lenzener See），是德國的湖泊，位於該國東北部，由梅克倫堡-前波美拉尼亞州負責管轄，處於路德維希斯盧斯特-帕爾希姆縣，長1.4公里、寬1.1公里，面積0.62平方公里，海拔高度41米。
53°42′57″N 12°0′56″E / 53.71583°N 12.01556°E